# SN 1999E
SN 1999E – supernowa typu IIn odkryta 15 stycznia 1999 roku w galaktyce A131716-1833. W momencie odkrycia miała maksymalną jasność 18,00m.